# Кала-Феррера

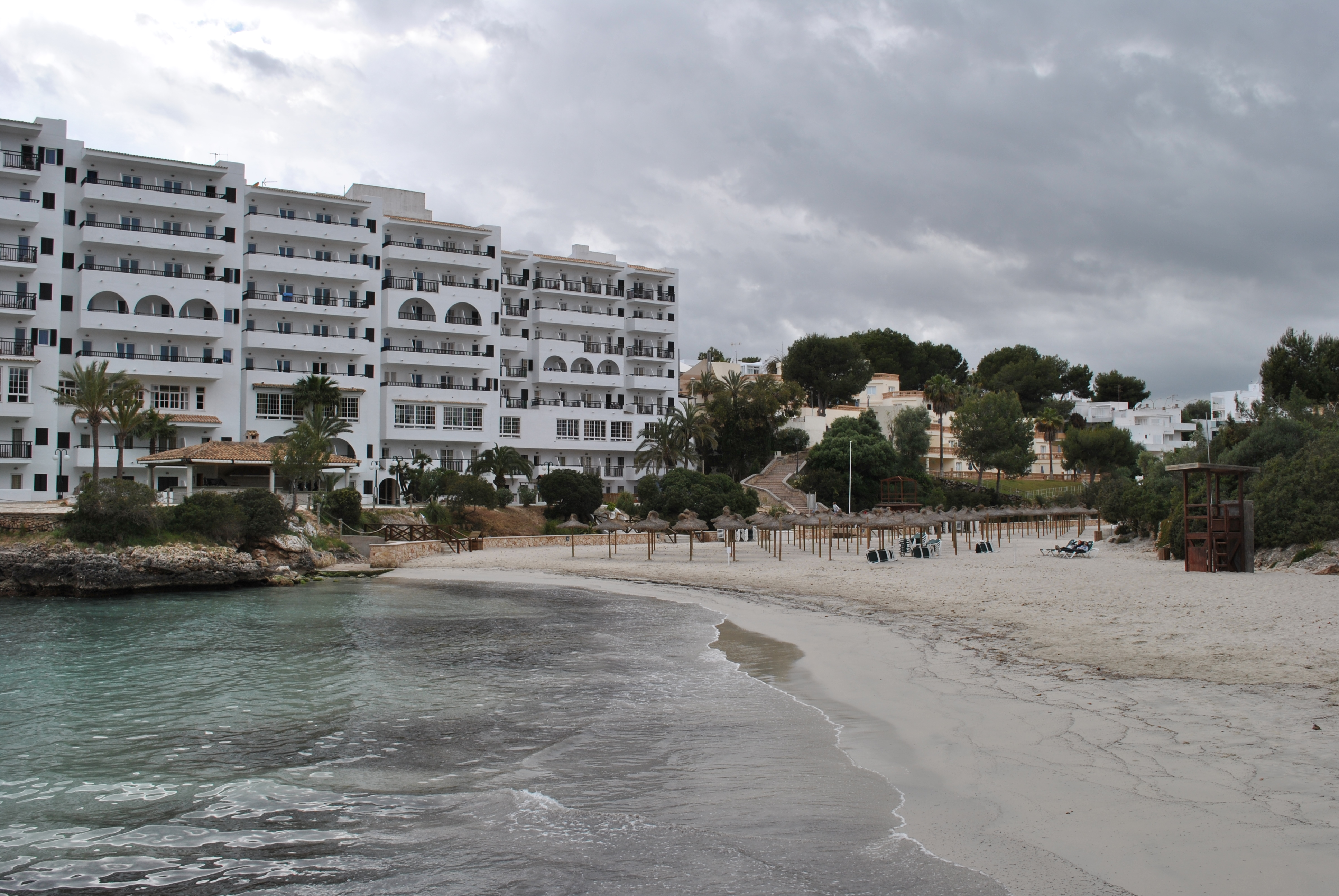
Пляж Кала-Феррера

Кала-Феррера (кат. Cala Ferrera) — пляж на о. Мальорка (Балеарські о-ви) в Іспанії. Знаходиться в однойменній бухті в курорті Кала д'Ор у південно-східній частині острова у муніципалітеті Феланіч. Розташований у 14 км від Портоколома. Пляж був відзначений Блакитним прапором.
Знаходиться поруч від іншої бухти Кала-Серена (або Кало́-де-Сес-Донес), яка розділяє їх скелею. Ця невелика захищена піщана зона переповнена відвідувачами сусідніх готелів.
Обладнаний туалетами, має якірну зону. Також є лежаки з парасолями.  
Характеристика
- Довжина — 100 м
- Ширина — 60 м
- Тип пляжу — природний, склад — піщаний
- Доступ — автомобільний, пішоходний, судоходний
- Рівень відвідуваності — високий
- Користувачі — туристи
- Умови для купання — невеликі хвилі
- Рятувальна служба — так
- Доступ для людей з омеженими можливостями — так
- Якірна зона — так